# Skupice (Morašice)
Skupice je vesnice, část obce Morašice v okrese Chrudim. Nachází se asi 1 km na jihovýchod od Morašic. V roce 2009 zde bylo evidováno 58 adres. V roce 2001 zde trvale žilo 89 obyvatel.
Skupice leží v katastrálním území Skupice u Chrudimi o rozloze 2,1 km².
Ves Skupice se poprvé připomíná v roce 1492.
V 15. století náležela ves k panství Lichnickému.  V roce 1534 je ves majetkem rodiny Trčků z Lípy.
Od r. 1576 náleží Skupice královské komoře, krátce potom je však osada koupeny od Václava Plesa Heřmanského a přivtěleny ke Stolanům s nimiž měli stejný osud.
V 17. století patřila ves k rychtě Janovické, ve vsi bylo 6 sedláků a 31 obyvatel.
Později Skupice patřili k panství Heřmanoměstskému.
V roce 1779 měla ves 9 stavení. 
V druhé polovině 19. století byla Skupice samostatnou obcí, ke které patřily Janovice a osada Palučiny (celkem 69 domů a 469 obyvatel v roce 1890) 
V roce 1880 zde žilo 222 obyvatel a stálo 27 stavení.
V roce 1910 zde žilo 208 obyvatel a stálo 33 domů.  
V roce 1920 byla ves již bez osad a obecní úřad vztahoval se pouze na samotnou Skupici.
V roce 1930 zde žilo 170 obyvatel a stálo 36 domů.
V roce 1950 zde žilo 140 obyvatel a stálo  43 domů.  
V roce 1970 zde žilo 133 obyvatel a  bylo 39 domů.  
V roce 1980 zde žilo 112 obyvatel a stálo 35 stavení.   
V roce 1990 zde žilo 113 obyvatel a stálo 45 domů.   
V roce 2001 zde trvale žilo 89 obyvatel a 48 domů.
V roce 2011 zde bylo evidováno 49 adres a 78 obyvatel.
V roce 2019 žilo ve Skupicích 83 obyvatel.

V obci je dosud aktivní sbor dobrovolných hasičů, který byl založen v roce 1904.

## Původ názvu obce
Skupice - tento název patří dvěma obcím v Čechách, a to na Chrudimsku a Postoloprtsku.
Byl utvořen příponou -ice od přídavného jména skoupý (ve staré češtině skúpý) "přepjatě šetrný, lakomý" a označoval pravděpodobně "skoupou ves", tedy ves skrblíků, lidí příliš šetrných, lakomých. Stejný původ má i místní jméno Skoupý, které patří vsím na Sedlčansku a Zbirožsku (A. Profous: "Místní jména v Čechách" z let 1947-1957)

## Nehody
29. června 2003 - Požár seníku v obci Skupice (Žhářství)
21. června 2007 - Zatopení vesnice po přívalovém dešti z obce Janovice
14. srpna 2019 - Požár katru v obci Skupice (Přehřátí)